# Ocellularia polydisca
Ocellularia polydisca är en lavart som beskrevs av Karl Martin Redinger 1933. 
Ocellularia polydisca ingår i släktet Ocellularia och familjen Thelotremataceae. Inga underarter finns listade i Catalogue of Life.